# Salut champion
Salut champion est une série télévisée française de 1981 en 13 épisodes, consacrée au sport. Elle suit les aventures d'un couple de journalistes sportifs, travaillant pour une agence de presse fictive, qui à chaque épisode couvre un sport différent. Les scénarios sont écrits par Charles Biétry, Bernard Ficot, André-Jean Lafaurie et Denis Lalanne.

## Distribution
- Jacques Charrier : Vincent Navailles
- Chantal Nobel : Juliette Majoureau
- Angelo Bardi : Syndicat
- Hubert Deschamps : Tonton
- Jacques Duby : Le rédacteur en chef
- Gérard Chambre : Duffy (dans l'épisode Le bon couloir)
- Jenny Arasse : Michèle
- Christian Chauvaud : Mali
- André Pousse
- Francine Bergé
- Lyne Chardonnet
- Jess Hahn

## Liste des épisodes
|            | Titre de l'épisode               | Réalisateur     | Première diffusion | Notes |
| Épisode 1  | Seule contre tous                | Victor Vicas    | 10 avril 1981      | Histoire tournée pendant le rallye de Côte d'Ivoire |
| Épisode 2  | La troisième mi-temps            | Christian Gion  | 16 avril 1981      | Histoire tournée autour du match de rugby Pays de Galles - France du tournoi des Cinq nations de 1980 |
| Épisode 3  | Moto story                       | Just Jaeckin    | 23 avril 1981      | Histoire tournée pendant les 24 heures du Mans moto de 1980 |
| Épisode 4  | Les plus beaux jeux de notre vie | Serge Friedman  | 30 avril 1981      | Histoire tournée pendant les Jeux méditerranéens de 1979, à Split en Yougoslavie (aujourd'hui en Croatie). |
| Épisode 5  | Dans les roues des géants        | Serge Friedman  | 7 mai 1981         | Histoire tournée pendant le Tour de France 1980. |
| Épisode 6  | Le bon couloir                   | Serge Friedman  | 14 mai 1981        | Histoire d'une équipe de relais 4 × 100 mètres aux États-Unis |
| Épisode 7  | L'été commence à Roland-Garros   | Pierre Lary     | 21 mai 1981        | Histoire tournée pendant le tournoi de tennis Roland Garros de 1980. |
| Épisode 8  | La Petite Perle du Brésil        | Pierre Lary     | 28 juin 1981       | Histoire du recrutement d'un jeune footballeur brésilien par le Valenciennes Football Club. |
| Épisode 9  | Jeannot l'Américain              | Charles Paolini | 5 juillet 1981     | L'ascension d'un jeune golfeur basque aux États-Unis. |
| Épisode 10 | La Machination                   | Serge Friedman  | 12 juillet 1981    | Carrière d'un basketteur afro-américain recruté à Harlem par un grand club parisien pour le championnat de Nationale 1 français. |
| Épisode 11 | Tempête sous un Masque           | Patrick Jamain  | 19 juillet 1981    | Rencontre avec le gardien de l'équipe de hockey de Montréal qui va disputer la Coupe Stanley de 1980. |
| Épisode 12 | La Formule 1                     | Just Jaeckin    | 26 juillet 1981    | L'écurie Ligier engage 2 voitures dans le Grand Prix de France 1980 au circuit Paul-Ricard du Castelet. L'une d'elles est pilotée par un personnage inspiré par Patrick Depailler. Cet épisode sera d'une manière imprévisible un hommage posthume à ce dernier qui meurt quelques semaines après le tournage (tournage fin juin 1980 et mort accidentelle le 1er août 1980). |
| Épisode 13 | La Course du Roi Louis           | Serge Friedman  | 2 août 1981        | Un amateur français dispute la célèbre course de ski de fond du roi Louis II de Bavière, la König-Ludwig-Lauf d'Oberammergau en Allemagne. |

## Bande originale
La chanson de la série, Dis-moi champion, est sortie sous forme de 45 tours chez Philips en 1981. Elle est chantée par Alain Brice et ses auteurs et compositeurs sont Alain Brice et Christian Gaubert.